# Dana Schutz
Dana Schutz (* 1976 in Livonia (Michigan)) ist eine US-amerikanische Künstlerin, die in Brooklyn, New York City, lebt und arbeitet. Schutz ist bekannt für ihre figurativen Gemälde, die oft bestimmte Themen oder erzählerische Situationen zum Ausgangspunkt nehmen.

## Kindheit und Studium
Dana Schutz wuchs in Livonia, einem Vorort von Detroit, auf. Ihre Mutter war Kunstlehrerin an einer Junior High School und Hobbymalerin, ihr Vater High-School-Berater. 1995 machte Schutz ihren Abschluss an der High School. Während sie 1999 ihren Bachelor of Fine Arts (BFA) am Cleveland Institute of Art absolvierte, ging sie nach England und besuchte die Norwich University of the Arts. Im selben Jahr wurde sie Artist in Residence an der Skowhegan School of Painting and Sculpture in Maine und schloss im Jahr 2000 nach ihrer Rückkehr nach Cleveland ihren BFA ab. Im Jahr 2002 erhielt Schutz einen Master of Fine Arts von der Columbia University in New York City.

## Arbeiten
Schutz machte erstmals 2002 mit ihrer Debütausstellung Frank from Observation (2002) auf sich aufmerksam. Seitdem reichen ihre fiktiven Sujets von Menschen, die sich selbst essen können, über einen Schwerkraftfanatiker, imaginäre Geburten und Todesfälle, öffentliche/private Darsteller, peinliche Situationen und alltägliche Gegenstände.

### „Shoe“
In Shoe, 2002, porträtiert Schutz einen einzelnen grauen Schuh über einem klebrigen blauen Material, das an Kaugummi erinnert und scheinbar auf einer fetten orangefarbenen Verkehrslinie klebt.

### „Frank From Observation“
Die Ausstellung Frank from Observation, die vom 23. November 2002 bis zum 13. Januar 2003 in der Zach Feuer Gallery in New York gezeigt wurde, stellt Frank in den Mittelpunkt: ein rosafarbener Mann mittleren Alters. Schutz beschreibt Frank als: „eine Figur, die ich erfunden habe. Er war der letzte Mensch auf Erden und ich war das letzte Publikum und sein letzter Zeuge. Er würde für mich posieren und ich würde andere Menschen und Ereignisse aus ihm machen.“
Eine Interpretation dieser Ausstellung ist die Chance, neu anzufangen; keine Gesetze, keine Gesellschaft und niemand, der einen zur Rechenschaft zieht.

### „Open Casket“
Schutz’ Gemälde des Leichnams von Emmett Till mit dem Titel Open Casket (Offener Sarg) löste Proteste aus, als es in der Whitney Biennale 2017 gezeigt wurde, und es gab Forderungen, es aus der Ausstellung zu entfernen.
Das Gemälde Open Casket aus dem Jahr 2016 geht auf das Foto des verstümmelten Leichnams von Emmett Till zurück, dessen Mutter, 1955 bei seiner Beerdigung auf einem offenen Sarg bestand, weil sie wollte, dass ihre Gemeinde sieht, was mit ihrem Sohn geschehen war. Fotos von Tills Beerdigung am offenen Sarg wurden in Zeitungen und Zeitschriften veröffentlicht; der Mord war ein bahnbrechendes Ereignis in der Bürgerrechtsbewegung. Die Künstlerin hat erklärt, dass sie sich dem Gemälde aus der Perspektive einer Mutter genähert hat und es teilweise auf der mündlichen Schilderung von Tills Mutter über das Wiedersehen mit ihrem Sohn nach dessen Tod basiert.

## Ausstellungen
Schutz wird von der Petzel Gallery in New York und Contemporary Fine Arts in Berlin vertreten. Zu ihren Einzelausstellungen in Museen zählen:
- 2003: Dana Schutz: Still Life, Shaheen Modern & Contemporary Art, Cleveland[16]
- 2004: Nerman Museum of Contemporary Art, Overland Park, Kansas[17]
- 2004: Self Eaters and the People Who Love Them, Galerie Emmanuel Perrotin, Paris[18]
- 2004: Run, Mario Diacono Gallery, Boston
- 2005: SITE Santa Fe[19]
- 2006: Rose Art Museum (später im Museum of Contemporary Art, Cleveland)
- 2010: Douglas Hyde Gallery in Dublin, Irland
- 2010: Museo d’Arte Moderna e Contemporanea di Trento e Rovereto in Rovereto, Italien[20]
- 2011: Neuberger Museum in Purchase (New York)[21] (später am Pérez Art Museum Miami und am Museum of Contemporary Art, Denver[22])
- 2012: Götterdämerung, Metropolitan Opera, New York[23]
- 2013: The Hepworth Wakefield, Vereinigtes Königreich[24]
- 2014: Kestnergesellschaft in Hannover[25]
- 2015: Musée d'art contemporain de Montréal, Montréal, Kanada[26]
- 2017: Institute of Contemporary Art, Boston[27]
- 2018: Eating Atom Bombs in der Transformer Station, Cleveland Museum of Art, Cleveland[27]

Schutz hat an Gruppenausstellungen teilgenommen, darunter:
- 2003: Biennale von Venedig[28]
- 2003: Biennale von Prag[29]
- 2005: Greater New York im MoMA PS1
- 2005: Take Two. Worlds and Views im Museum of Modern Art[30]
- 2007: Two Years im Whitney Museum of American Art[31]
- 2008: Eclipse: Art in a Dark Age im Moderna Museet in Stockholm[32]
- 2008: After Nature im New Museum of Contemporary Art[33]
- 2012: Riotous Baroque im Kunsthaus Zürich
- 2013: Comic Future im Ballroom Marfa in Marfa (Texas)[27]
- 2016: Le retour des ténèbres im Musée Rath in Genf[34]

## Preise und Auszeichnungen
- 2002: Stipendium der Rema-Hort-Mann-Stiftung[35][36]
- 2003: Preis der Louis-Comfort-Tiffany-Stiftung[37]
- 2007: Arts and Letters Award der American Academy of Arts and Letters[38]
- 2010: Medaille der Columbia University für herausragende Leistungen[27]
- 2010: Aufnahme in die National Academy of Design[39]